# Associação Paulista de Esportes Atléticos
Die Associação Paulista de Esportes Atléticos (APEA) war ein brasilianischer Sportverband aus São Paulo.
Bereits 1901 wurde die Liga Paulista de Foot-Ball (LPF) als erster Fußballverband São Paulos gegründet. 1912 kam es zu einer Spaltung des Verbandes. In diesem gab es Streit zwischen den Befürwortern des Amateur- und Profisports. Außerdem kam es zu Streitigkeiten über den Austragungsort. Der LPF wollte an der bisherigen Spielstätte dem Estádio Palestra Itália austragen. Der Club Athletico Paulistano hingegen wollte eine Verlegung in sein Stadion, das Velódromo de São Paulo, und den Status eines Amateursports beibehalten. Die LPF stimmte diesen nicht zu.
Die LPF erzielte mit dem SC Germânia, dem Eigentümer des Palestra Itália, vor Saisonbeginn 1913 eine Einigung und schloss eine Vereinbarung zur Nutzung, die viermal niedriger war wie der Preis, welchen Paulistano für sein Stadion erhalten wollte. Als Vergeltung besuchte Paulistano das Velódrome beim ersten Spiel der Mannschaft in der Meisterschaft 1913 gegen den SC Americano (SP), obwohl die LPF das Spiel im Palestra Itália angesetzt hatte. Dieses führte den Bruch von Paulistano mit dem Fußballverband herbe. Kurz darauf gründete der Klub mithilfe der AA Palmeiras am 22. April 1913 eine Parallelorganisation, die Associação Paulista de Sports Athleticos (APSA).
Obwohl im ersten offiziellen Wettbewerb nur Paulistano, das AA Mackenzie College und Palmeiras antraten, kamen 1914 die AA São Bento, der CA Ypiranga und der Scottish Wanderers FC hinzu. 1916 schlossen sich der FC Santos und Palestra Italia an.
Bereits 1914 war in Rio de Janeiro die Federação Brasileira de Sports (FBS) als erster brasilianischer Sportverband ins Leben gerufen worden. Dieser vertrat mehrere Sportarten unter anderem auch den Fußball. Einer der Initiatoren war der Liga Metropolitana de Esportes Athleticos (LMEA) (Leichtathletikverband für Rio de Janeiro). Die LMEA nutzte die Spaltung von LPF und APSA, um im Sport São Paulos mehr Einfluss zu gewinnen. Sie half der APSA zur Anerkennung im FBS.
Der LPF war mit der Gründung des FBS nicht einverstanden und rief 1915 seinen eigenen nationalen Fußballverband, den Federação Brasileira de Foot-Ball (FBF) ins Leben. Mit der Unterstützung von Klubs aus Paraná und Rio Grande do Sul bat er die Verbände aus Argentinien und Uruguay, mit denen der LPF bereits seit 1901 Beziehungen pflegte, um Unterstützung und beantragte nach Genehmigung der eigenen Satzung für den FBF den Beitritt zum Internationalen Fußballverband (FIFA). Nachdem der FBS Rechtsstatus erhielt, beantragte dieser selbst 1915 die Aufnahme bei der FIFA. Mitten im Ersten Weltkrieg hatte der oberste Fußballverband andere Sorgen. Er nahm eine diplomatische Haltung ein und wies beide Anträge zurück: „Reinigt es untereinander und kommt später wieder.“
Beide Verbände konnten sich aber nicht auf eine gemeinsame Haltung einigen. 1916 erhielten die LPF und die LMEA Einladungen des argentinischen Verbandes zur Feier des 100. Jahrestages der Unabhängigkeit Argentiniens, um zu dieser eine gemeinsame brasilianische Auswahl zu senden. Diese sollte an der Campeonato Sudamericano 1916 teilnehmen. Es war die erste anerkannte Südamerikameisterschaft im Fußball und gleichzeitig die erste Kontinentalmeisterschaft von Fußballnationalmannschaften weltweit. Da sich die Verbände nicht einigen konnten, wurde die Einladung zunächst zurückgezogen. Das Problem konnte am 21. Juni 1916 gelöst werden, als das Außenministerium unter Führung von Lauro Müller die Verbände FBS, FBF, LPF, APSA und LMEA versammelte. Am Ende der Sitzung wurden aus dem FBS und dem FPF der Confederação Brasileira de Desportos (CBD) sowie das Comitê Olímpico Brasileiro.
Am 13. Januar 1917 einigten sich die APSA und der LPF dann auf eine Verschmelzung. Die LPF wurde aufgelöst und deren Klubs künftig in der APSA antreten, welche hierfür eine zweite Liga schuf, mit der Möglichkeit zum Aufstieg. Ausnahmen waren Corinthians São Paulo und der SC Internacional, welche 1917 bereits in der ersten Liga antraten.
Mitte der 1920er Jahre war es wieder eine Unzufriedenheit bei Paulistano, welche den, zwischenzeitlich in Associação Paulista de Esportes Atléticos (APEA) umbenannten, Verband in Probleme brachte. Die APEA hatte sich geweigert, den Torhüter Nestor de Almeida zu registrieren, und auch mit der Schiedsrichterführung in der Meisterschaft von 1925, insbesondere im letzten Spiel, war man unzufrieden. Im Oktober 1925 beantragte der Klub seinen Austritt aus der APEA. Kurz darauf machte Germânia in einem Schiedsverfahren ebenfalls Schadensersatz geltend und folgte demselben Weg.
Die beiden Vereine und die AA Palmeiras gründeten die Liga dos Amadores de Futebol (LAF), die ab dem 1926 Jahr ihre eigene Meisterschaft austrug. Obwohl sich fünf weitere Klubs der LAF anschlossen, konnte diese sich nicht dauerhaft gegen die APEA durchsetzen. Obwohl mittlerweile auf zwölf Klubs angewachsen, wollte eine Mehrzahl der LAF Mitglieder 1929 die Wiedervereinigung mit dem APEA. Dieses erfolgte und die LAF löste sich 1930 auf.
Im Jahr 1933 organisierte die APEA die erste professionelle Meisterschaft der Liga und damit die zweite in der Fußballgeschichte des Landes, das erste war das Torneio Rio-São Paulo 1933. Alle Spiele der Liga wurden in der Saison auch für das Torneio gewertet, mit Ausnahme der Spiele des EC Sírio. Der CBD war gegen diese Professionalisierung, konnte dieses aber bei der APEA nicht durchsetzen.
Der CBD konnte aber die wichtigsten Klubs in São Paulo und Rio de Janeiro davon überzeugen, neue Fußballverbände zu gründen. In São Paulo bewog der Verband Palestra Italia und Corinthians dazu hier federführend zu werden. Die Klubs gründeten am 10. Dezember 1934 Liga Bandeirante de Futebol (LBF), welche sich am 11. Februar 1935 Liga Paulista de Futebol (LPF) umbenannte, ähnlich der ersten Liga im Bundesstaat der Liga Paulista de Foot-Ball von 1902 bis 1916. In dem Jahr fand dann die erste parallele Austragung der Meisterschaft statt. Die APEA mit acht Teilnehmern und die LPF mit sieben. Aber die LPF konnte bereits neben ihren beiden großen Gründern wichtige Klubs wie der FC Santos und FC São Paulo gewinnen.
1936 nahmen an dem APEA Turnier nur noch sieben Klubs teil. Die wichtigsten aber, in der auf zwölf Klubs angewachsenen LBF. Nachdem für die Saison 1937 nur noch von Portuguesa und CA Ypiranga Meldungen vorlagen, löste sich die Liga auf.